# Marquess of Ely

Wappen des Marquess of Ely

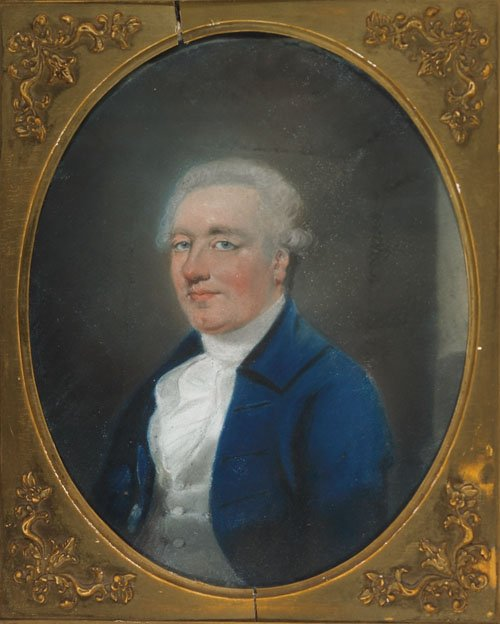
Charles Loftus, 1. Marquess of Ely

Marquess of Ely ist ein erblicher britischer Adelstitel in der Peerage of Ireland.
Historischer Familiensitz der Marquesses war Loftus Hall bei Hook im irischen County Wexford.

## Verleihung und nachgeordnete Titel
Der Titel wurde am 29. Dezember 1800 für Charles Loftus, 1. Earl of Ely, geschaffen.
Er war bereits am 28. Juni 1785 zum Baron Loftus, of Loftus Hall in the County of Wexford, am 28. Dezember 1789 zum Viscount Loftus, of Ely, und am 2. März 1794 zum Earl of Ely erhoben worden. Alle diese Titel gehören zur Peerage of Ireland. Von seinem Vater Sir John Tottenham, 1. Baronet, hatte er am 29. Dezember 1786 den Titel Tottenham Baronet, of Tottenham Green in the County of Wexford, geerbt, der diesem am 18. Dezember 1780 in der Baronetage of Ireland verliehen worden war. Am 19. Januar 1801 wurde er zudem zum Baron Loftus, of Long Loftus in the County of York, erhoben. Dieser Titel gehört zur Peerage of the United Kingdom und war im Gegensatz zu den irischen Titeln bis 1999 mit einem erblichen Sitz im House of Lords verbunden.

## Liste der Marquesses of Ely (1800)
- Charles Loftus, 1. Marquess of Ely (1738–1806)
- John Loftus, 2. Marquess of Ely (1770–1845)
- John Loftus, 3. Marquess of Ely (1814–1857)
- John Loftus, 4. Marquess of Ely (1849–1889)
- John Loftus, 5. Marquess of Ely (1851–1925)
- George Loftus, 6. Marquess of Ely (1854–1935)
- George Loftus, 7. Marquess of Ely (1903–1969)
- Charles Tottenham, 8. Marquess of Ely (1913–2006)
- John Tottenham, 9. Marquess of Ely (* 1943)

Mutmaßlicher Titelerbe (Heir Presumptive) ist der Bruder des jetzigen Titelinhabers, Lord Timothy Tottenham (* 1948).